# Ordódy Kálmán
Alsó-liészkói és rozsony-miticzi Ordódy Kálmán Keresztelő János Ferenc (Bagota, 1815. január 10. – Buda, Várnegyed, 1871. december 14.) császári és királyi főhadnagy, honvédelmi minisztériumi osztálytanácsos.

## Élete
1815-ben született Bagotán Ordódy Bálint és Bacskády Anna gyermekeként. Neje Práznovszky Jolán volt.
1831-től hadfi, 1833-tól zászlós, 1838-tól alhadnagy, 1839-től hadnagy, 1843-tól pedig főhadnagy volt a 34. Vilmos porosz herceg gyalogezredben, valamint ezrede sátoraljaújhelyi hadfogadójának parancsnoka. 1848. június 13-ától honvéd századosként szolgált, 1848. szeptember 27-én őrnaggyá nevezték ki, októbertől pedig Trencsén megye hadparancsnoka volt. Balthazar Simunich 1848. október 28-án a kosztolnai ütközetben vereséget mért seregére. 1848. november 23-ától Ordódy dandárparancsnoka a feldunai hadseregnek, december közepétől pedig Lipótvár várparancsnoka. Az ostromkor 1500 katonája, 27 ágyúja és fél évre elegendő élelmiszerkészlete volt. A császáriakkal rövid tárgyalást folytatott, majd azt követően feltétel nélkül letette a fegyvert. Az ezutáni hadbírósági tárgyaláson Ordódy azt vallotta, hogy azért nem adta fel a várat, mert Mednyánszky és társai terrorizálták. Báró Mednyánszky Lászlót és Gruber Fülöpöt emiatt április 22-én kötél általi halálra ítélték, mely ítéletet június 5-én végre is hajtottak. Ordódy Kálmánt később három évi börtönre ítélték.